# Uijeongbu
Pour l’article homonyme, voir Uijeongbu (métro de Séoul).
Uijeongbu (en coréen : 의정부시) est une ville en Corée du Sud, dans la province du Gyeonggi. La ville se situe dans la banlieue nord de la capitale Séoul et est le siège de plusieurs bases militaires américaines et coréennes.

## Histoire
Aux premières décennies de la période Joseon, sous le règne du roi Taejong, son père et fondateur de la dynastie Taejo réside dans l'actuel district Howon-dong où il continuait de discuter des affaires de l'État avec ses sujets. Uijeongbu était alors le nom donné à la plus haute instance législative de la dynastie Joseon, il fut ensuite adopté pour désigner l'ensemble de la région.

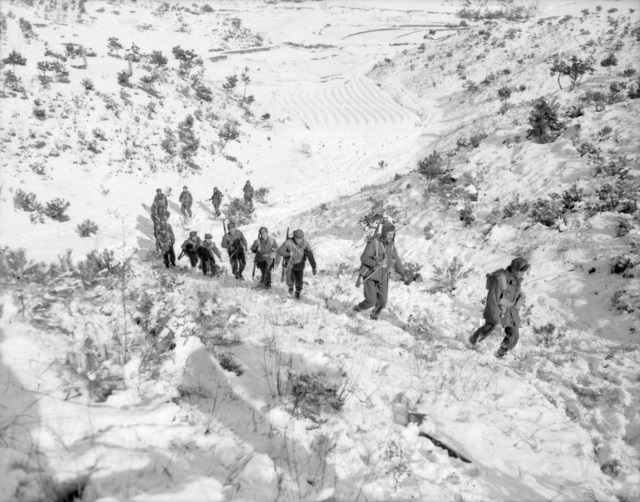
La compagnie 'B' du 3e bataillon du RAR en route vers Uijeongbu, quelques jours avant le début de la bataille.

Toutefois, le nom Uijeongbu n'apparaît pour la première fois dans la littérature qu'en 1912 et la ville est officiellement nommée "Uijeongbu-ri, Dunya-myeon, Yangju-gun" selon la nomenclature des districts administratifs du Gyeonggi-do. Ce territoire ne devient officiellement une ville qu'au 1er janvier 1963 sous le nom "Uijeongbu-si".
Au cours de la guerre de Corée, la ville fut le théâtre de plusieurs affrontements avec entre autres la bataille d'Uijeongbu qui s'y est déroulée du 1er au 4 janvier 1951. Le 3ème bataillon du Royal Australian Regiment y avait défendu les approches au nord de Séoul, dans le cadre de la retraite du Commandement des Nations Unies (ONU) après la troisième offensive de l'Armée des volontaires du peuple chinois, peu de temps après son entrée dans la guerre de Corée. L'avance chinoise fut ralentie avec succès et a permis le retrait tactique de la 8e Armée américaine.
En 1997, le très médiatisé "scandale des avocats Yi Sun-ho" met la ville à la une des journaux coréens. Ce scandale judiciaire a mis au grand jour les affaires de corruption d'une quinzaine de juges par des avocats. Cela aura conduit à une importante révision du code d'éthique judiciaire en Corée du Sud.

## Géographie
Avec une superficie de 81,54 km2, Uijeongbu est un point d'entrée majeur vers le nord du Gyeonggi-do depuis Séoul. La ville partage des frontières communes avec Séoul au sud (Nowon-gu et Dobong-gu), Yangju à l'ouest (Yangju 1-dong et Jangheung-myeon), Pocheon au nord est (Soheul-eup), et Namyangju au sud (Byeolnae-myeon et Gyeonggyae).

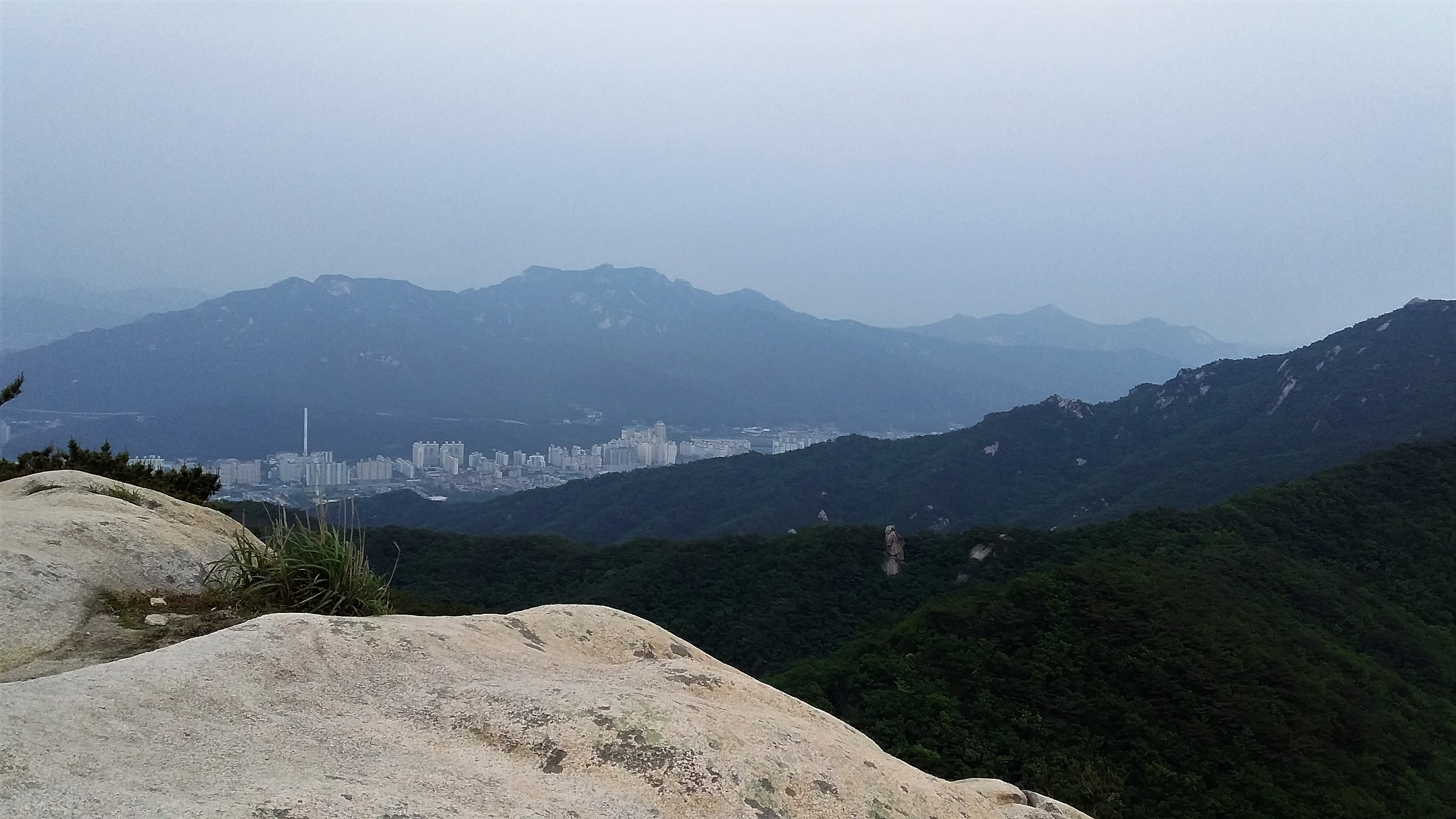
Vue sur Wondobongsan, la ville de Uijeongbu et Suraksan depuis le mont Sapae.

Uijeongbu se situe à l'intérieur d'un défilé entre le parc national Bukhansan et la montagne Suraksan. La montagne Wondobongsan (en hangeul : 원도봉산), s'étale du sud au nord de Bukhansan et se partage avec Séoul et Yangju. Elle compte cinq monts (Jaunbong, Manjangbong, Seoninbong, Jubong, Uiam), près de 60 temples bouddhistes, et s'élève jusqu'à 739,5 mètres de haut. Sapaesan (사패산) est à l’extrémité nord de Bukhansan et se distingue par son mont rocailleux, Sapae, qui atteint les 552 mètres de haut. Les sources d'eaux ont créé de nombreux bassins naturels aux pieds de la montagne. À l'est, Suraksan (수락산) forme une autre frontière naturelle avec Séoul et Namyangju et atteint les 637,7 mètres de haut.
La rivière Jungrangcheon (중랑천) traverse Uijeongbu de nord en sud. Généré dans la vallée de Dorak à Yangju, il est un affluent du fleuve Han à Séoul. Les rivières Baekseogcheon (백석천) à l'ouest et Buyongcheon (부용천) à l'est viennent s'y déverser et puisent leurs sources à Uijeongbu même.
La proximité géographique avec la Corée du Nord est la raison de l'établissement de certaines bases de l'armée américaine telles que Camp Stanley et Camp Red Cloud.

## Démographie
Uijeongbu a une population de 451 876 habitants en 2020, avec une densité de population de 5 542 habitants/km2.
En 1966, la population était de 74 642 habitants. Au fur et à mesure que la capitale s'est développée, les industries se sont décentralisées vers la périphérie séoulïte. L'afflux de main-d’œuvre vers Uijeongbu a ainsi accompagné son industrialisation croissante, parallèlement à d'autres villes de la province du Gyeonggi (qui a vu sa population augmenter de 2,75 millions en 1960 à 13,55 millions en 2019).

## Politique
Depuis le 1er juillet 2010, soit trois mandats successifs, le maire est Ahn Byung Yong (en hangeul : 안병용).
Par son importance économique, Uijeongbu sert de centre administratif pour la partie nord du Gyeonggi-do. La ville abrite entre autres le Bureau nord du gouvernement provincial du Gyeonggi (경기도청북부청사역) et le Second Bureau de l'éducation du Gyeonggi-do (경기도교육청).

## Administration

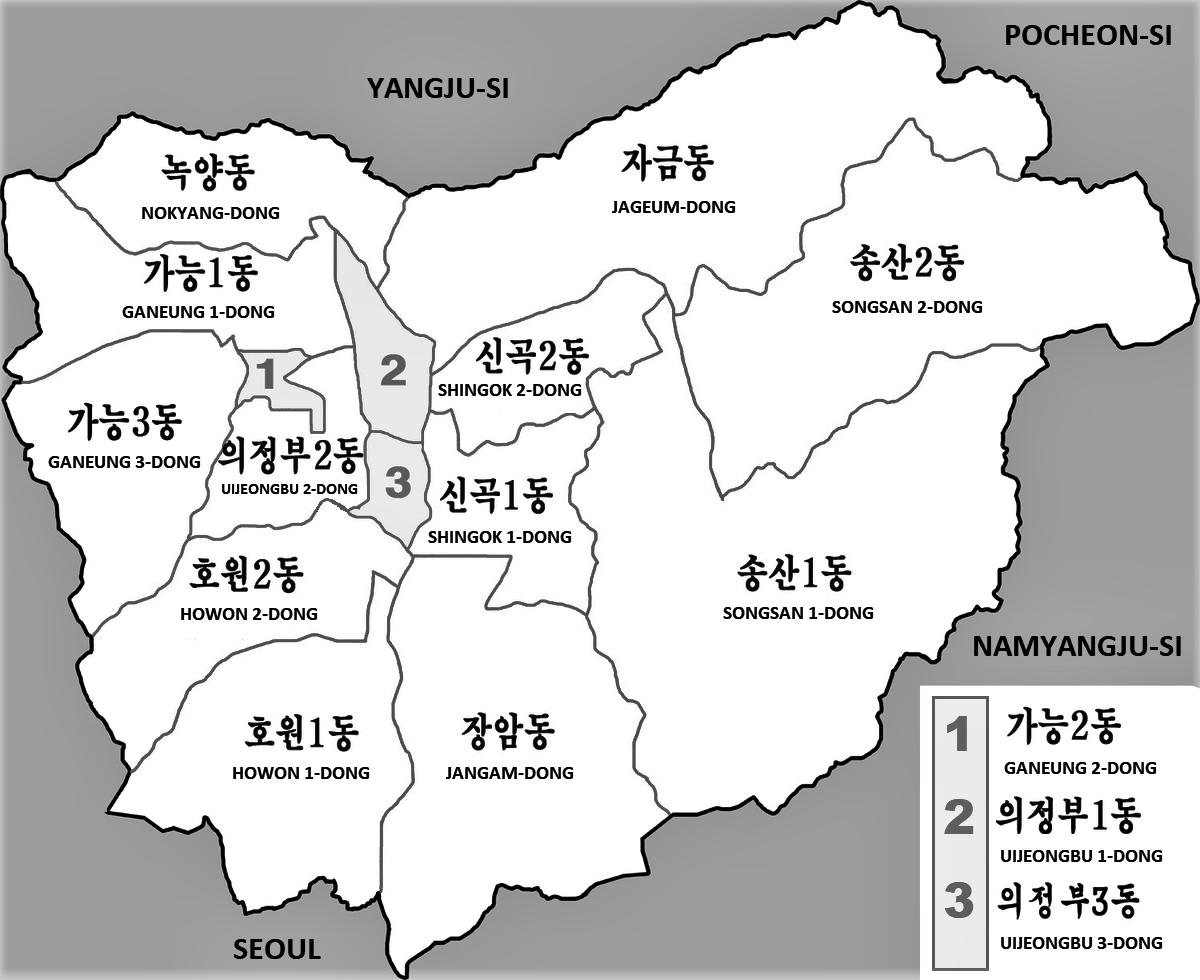
Subdivision administrative (dong) de la ville de Uijeongbu.

Uijeongbu est composée de 14 quartiers appelés dong.
- Uijeongbu 1(il)-dong  (1,23 km2)
- Uijeongbu 2(e)-dong  (2,49 km2)
- Uijeongbu 3(sam)-dong  (0,72 km2)
- Howon 1(il)-dong  (6,58 km2)
- Howon 2(e)-dong  (4,19 km2)
- Jangam-dong  (8,94 km2)
- Shingok 1(il)-dong  (2,55 km2)
- Shingok 2(e)-dong  (2,82 km2)
- Songsan 1(il)-dong  (16,10 km2)
- Songsan 2(e)-dong  (10,74 km2)
- Jageum-dong  (11,78 km2)
- Ganeung 1(il)-dong  (3,97 km2)
- Heungseon-dong  (5,84 km2)
- Nogyang-dong  (3,81 km2)

## Transports

### Réseau routier
En tant que ville périphérique attractive, Uijeongbu est traversée par de nombreuses routes et autoroutes. Les routes nationales 3, 39 et 43 la connectent au reste de la péninsule. La voie rapide Sejong-Pocheon et les autoroutes périphériques Uijeongbu & Howon Nadeolmok sont les principales connexions routières avec Séoul. Les voies rapides provinciales 39 et 98 la relient aux villes voisines du Gyeonggi.
Des tunnels routiers traversent les montagnes Sapaesan et Suraksan.

### Réseau métropolitain

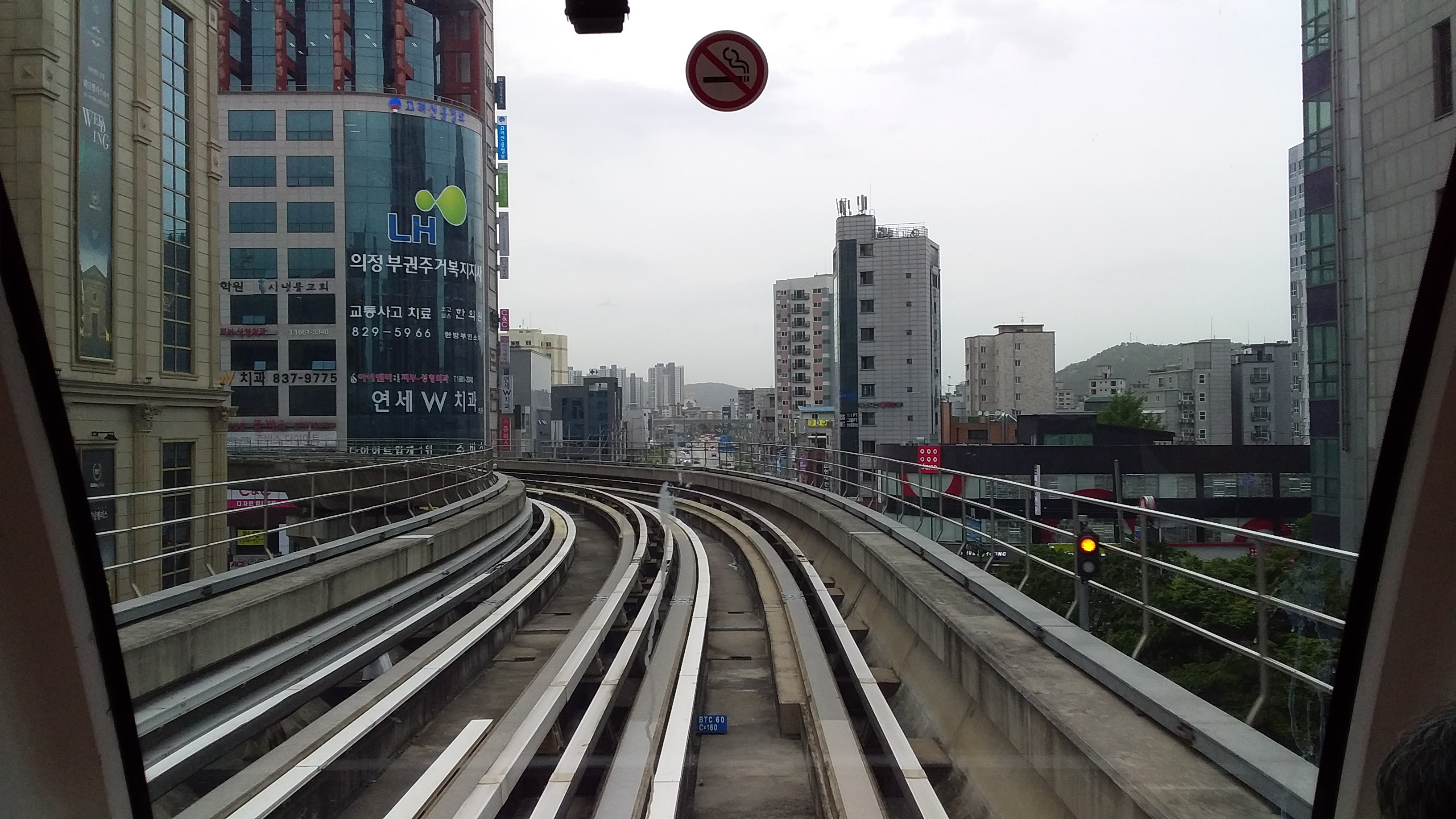
La voie du métro aérien de Uijeongbu vue depuis une rame.

La ligne 1 (bleue foncée) du Métro de Séoul opérée par Korail traverse la ville de Uijeongbu, depuis Séoul au sud jusqu'à Yangju au nord, via 5 stations :  Mangwolsa (망월사역), Hoeryong (회룡역), Uijeongbu (의정부역), Ganeung (가능역) puis Nokyang (녹양역). La ligne 1, d'une longueur de 198,4 km, est la plus longue ligne métropolitaine de Corée du Sud.
Depuis 2012, un métro léger de type VAL 208 NG de l'entreprise allemande SIEMENS relie les principaux quartiers de Uijeongbu. Il consiste en une unique ligne aérienne (entièrement sur viaduc) de 11,3 km. Cette surnommée "ligne U" circule tous les jours de 5 heures à minuit et dessert 15 stations, dont l'une interconnectée à la station Hoeryong du métro de Séoul.

### Réseau d'autobus
Uijeongbu possède à la fois son propre réseau de bus interne mais est aussi interconnectée au reste de la province et à la capitale Séoul.
Concernant le réseau inter-connecté, 27 bus urbains circulent sur l'ensemble de la ville puis vers des villes l’extérieur ou la traverse. Les principaux opérateurs sont Pyeongan Transport Corp. (평안운수) et Myeongjin Passenger (명진여객), deux compagnies de bus affiliées à KD Transportation Group.
Les bus propres à la ville sont identifiables par leurs plus petites tailles (jaunes ou verts). Le système de tarifs suit celui de l'entière province du Gyeonggi (en date du 23 novembre 2019). Ils circulent sur un total de 16 itinéraires sur l'ensemble de la ville et sont exploités par 6 sociétés de transport différentes.
À plus grande échelle, la gare routière de Uijeongbu (Uijeongbu Express Bus Terminal) sert de point de départ et d'arrivée pour les bus longues distances qui relient les principales villes coréennes. En 2020, 29 itinéraires sont en service. Pareillement, 5 lignes de navettes vers les aéroports desservent la partie nord du Gyeonggi (les bus numéros 7100, 7200, 7300, 7400, 7600) dont deux sont au départ de Uijeongbu.

## Culture

### Festivals
Chaque année la ville de Uijeongbu organise divers festivals dont le but est de mettre en avant la culture locale.
- Au mois de mai, le Uijeongbu International Music Theatre Festival[17] (en hangeul : 의정부음악극축제) offre des spectacles musicaux d'artistes internationaux et coréens.
- Commémorant le poète Cheon Sang-byeong, considéré comme le dernier puriste de la littérature coréenne, le Cheon Sang-Byeong Arts Festival est l'évènement culturel qui vise à combiner différents genres artistiques avec la poésie traditionnelle.
- Célébré depuis 1986, le Festival culturel de Hoeryong vise à construire l'image de Uijeongbu en tant que ville d'art et de culture tout en harmonisant tradition et modernité.

### Centres culturels
Les habitants de Uijeongbu jouissent de quelques infrastructures culturelles mises à disposition par des associations privées ou la ville.
- Depuis son ouverture en 2001, le Centre des arts de Uijeongbu[18] (의정부 예술의전당) propose tout au long de l'année des spectacles et des expositions de renommée mondiale à des prix abordables. En outre, il organise aussi divers programmes éducatifs, artistiques et culturels et des concerts.
- Le musée d'Arts Baek Yeongsu[19] (백영수 미술관) vise à promouvoir l'art contemporain coréen.

### Lieux d'intérêts
Étant donné son histoire relativement récente et la destruction de certains sites sous l'occupation japonaise et la guerre de Corée, ses lieux d'intérêt reflètent davantage le développement rapide que le passé de Uijeongbu.
- Haengbok-ro (행복로), une rue piétonne s'harmonisant avec la nature et prisée des couples pour faire du shopping ou aller au restaurant. À deux pas de la gare de Uijeongbu, une statue du roi Taejo à cheval avec un arc marque l'entrée.
- Green Street (그린거리), une rue à thème populaire pour ses cafés et magasins.
- Rodeo Street (로데오거리), une rue réputée pour ses magasins de mode et de cosmétiques, les restaurants, les bars et autres lieux de divertissement. L'ambiance y est souvent comparée à celle du quartier jeune de Hongdae.
- Le marché traditionnel Jeail (제일시장), est le plus important marché du Gyeonggi-do.
- La rue du Budae Jjigae (부대찌개거리), spécialement dédiée au célèbre ragoût militaire Budae Jjigae. Plat à base jambon, de saucisses, de spam, de kimchi et de gochujang, il est le fruit des relations entre soldats sud-coréens et américains dans les bases de l'armée américaine à Uijeongbu.
- Le grand magasin Shinsegae (신세계 백화점), une gigantesque galerie commerciale face à la gare de Uijeongbu. Lauréat du "Design du magasin de l'année" aux World Retail Awards de 2013[20], le complexe s'étale sur 145 000 m2 répartis sur 12 étages.
- La rivière Jungrangcheon (중랑천), prisée pour les pique-niques au plein air et les promenades sous les cerisiers en fleurs.
- Le parc national Bukhansan (북한산) et Suraksan (수락산), parfait pour faire de la randonnée.

## Éducation

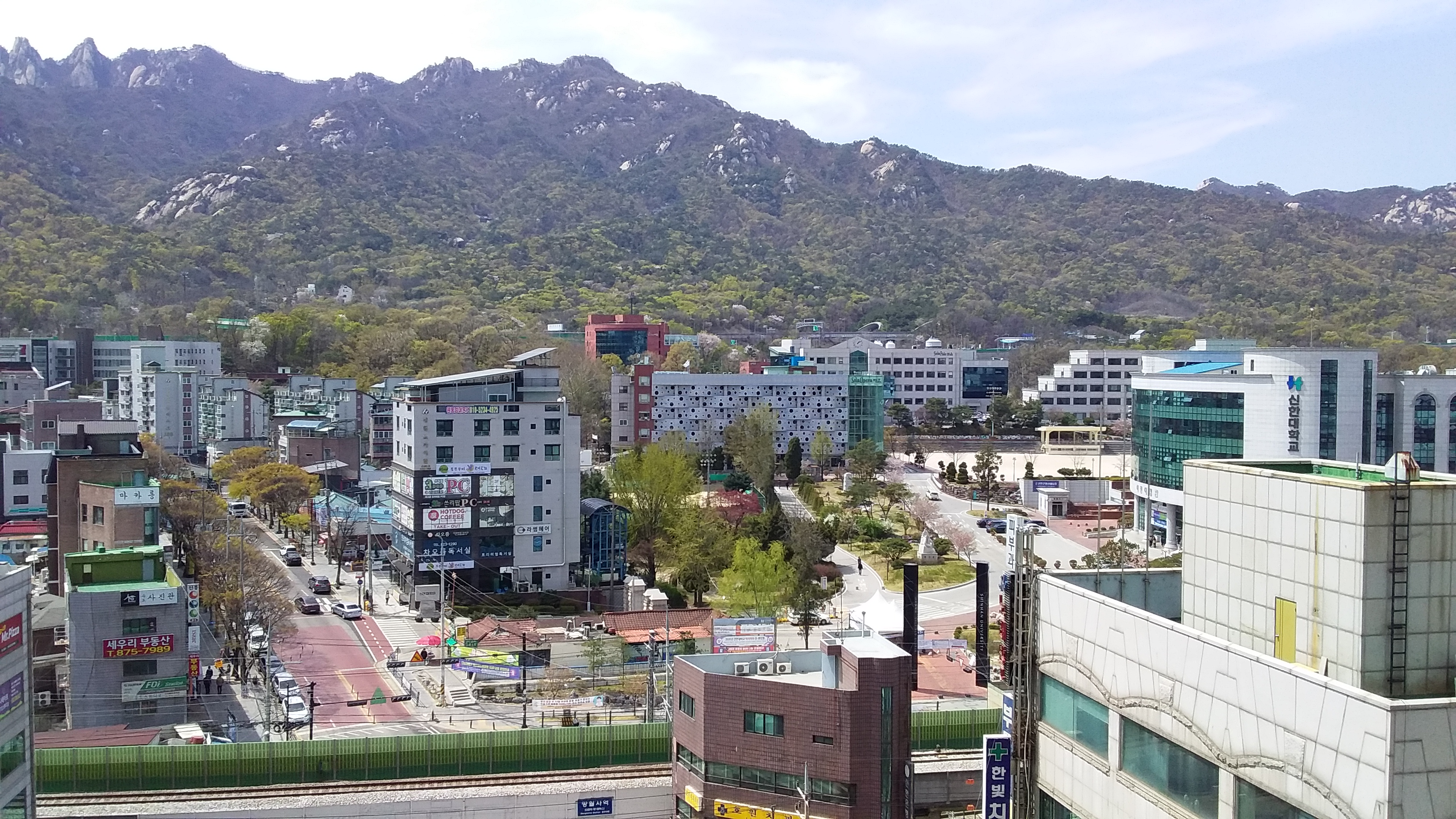
L'université Shinhan de Uijeongbu au pied de la montagne Dobongsan.

Uijeongbu abrite plusieurs établissements d'enseignement de niveaux élémentaire, moyen, secondaire et tertiaire. La plupart de ces établissements sont accessibles aux sud-coréens comme aux ressortissants étrangers. Les écoles populaires de Uijeongbu vont ainsi du lycée standard, tel que le lycée Gyeonggi, à l’École chrétienne internationale très américanisée. Cependant, il existe aussi certaines écoles uniquement accessibles aux familles et autres affiliés de l'armée américaine.
Les formes d'enseignement antérieures, comme la maternelle, ne sont pas obligatoires en Corée du Sud et les jeunes enfants restent traditionnellement dans la famille aussi longtemps que possible. Toutefois, du fait des habitudes professionnelles en Corée, les jardins d'enfants privés sont omniprésents et très populaires. À Uijeongbu, chaque complexe d'immeubles possède au minimum une garderie afin de faciliter la vie aux jeunes familles actives y résidant.
Il y a un manque apparent d'écoles secondaires professionnelles ou spécialisées, s'expliquant par la proximité de la ville avec Séoul. Il existe tout de même plusieurs établissements supérieurs, dont la réputée Université Shinhan qui propose un large éventail de choix d'études. Uijeongbu est également le site du Kyungmin College, établissement qui forme les futurs enseignants.

## Religion

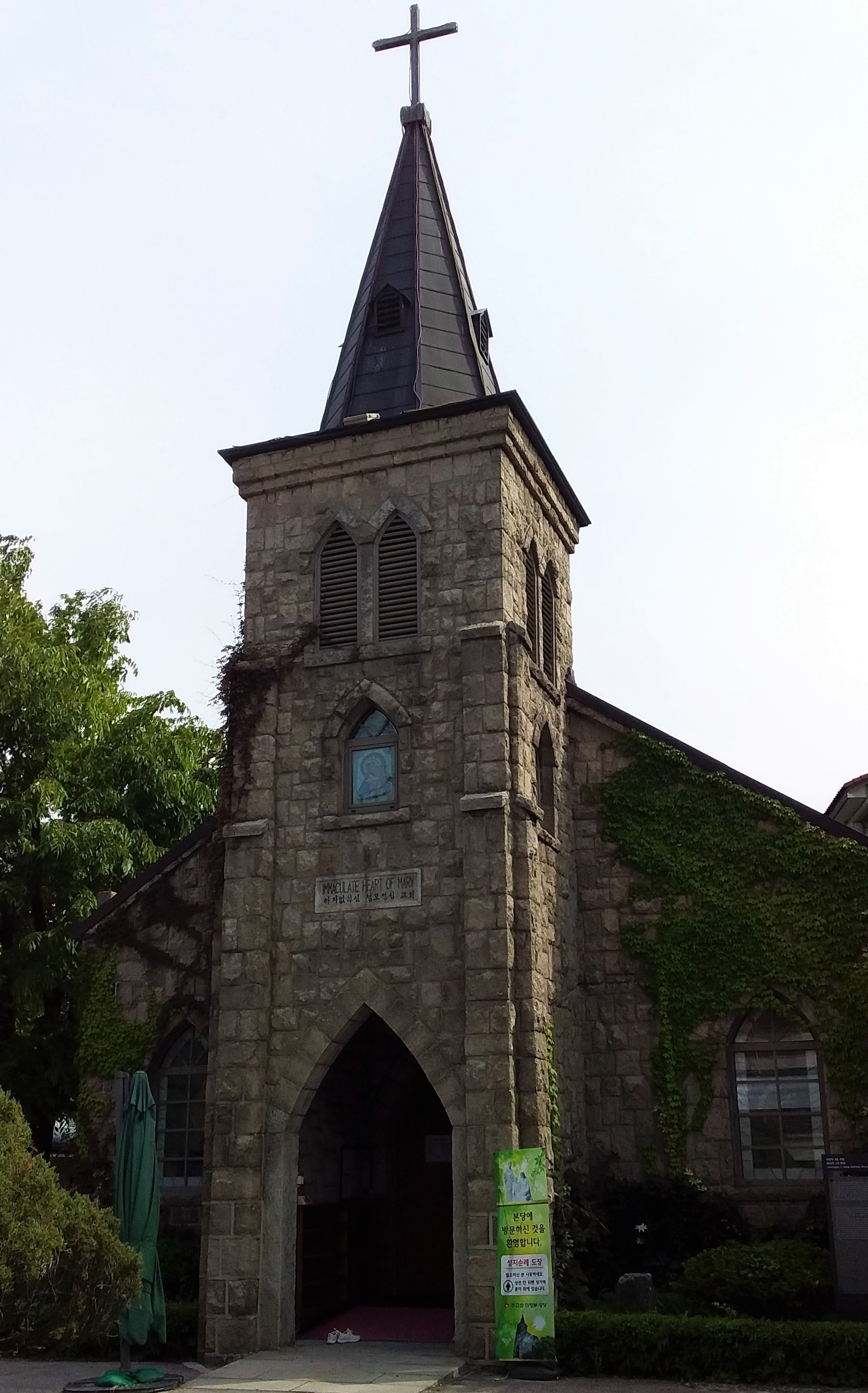
La Cathédrale historique du Sacré-Cœur de Marie à Uijeongbu.

### Christianisme
Comme pour le reste de la Corée, le protestantisme est la religion majoritairement pratiquée à Uijeongbu. De plus, la présence américaine n'a que fait renforcer la pratique locale comme le démontre l’École chrétienne internationale établie en 1983 par le missionnaire Joe Hale. Sur l'ensemble de la ville, il existe plus de 200 églises et quelques librairies protestantes.
Les catholiques représentent une minorité de pratiquants. Il n'en reste pas moins que le catholicisme occupe une place importante depuis la fondation du Diocèse de Uijeongbu (Dioecesis Uiiongbuensis), à partir de l'Archidiocèse de Séoul, le 24 juin 2004 à la demande du Pape Jean-Paul II. Ce diocèse comprend 77 paroisses sur l'ensemble du nord du Gyeonggi-do avec pour église-mère la Cathédrale du Sacré-Cœur de Marie, établie à Uijeongbu 2-dong. Elle fut construite par le père John Yi Gye-gwang en 1953, avec le soutien financier du Ier corps d'armée des États-Unis pour les soldats catholiques stationnés à Uijeongbu. Fondé à la même période, le grand hôpital Sainte-Marie de Uijeongbu sert à la fois d'institution médicale et d'université catholique.

### Bouddhisme
Uijeongbu est réputée pour ses magnifiques temples bouddhistes, généralement situés dans les montagnes. Ceux de l'ordre Jogye du Bouddhisme coréen sont majoritaires. Les plus anciens furent établis dès la période Silla, à savoir les temples Hoeryongsa, Mangwolsa et Wonhyosa dans la montagne Dobongsan. Aujourd'hui encore, ils attirent pèlerins et randonneurs pour leurs reliques millénaires.

### Islam
L'arrivée de nombreux travailleurs originaires d'Asie du Sud-Est, et plus particulièrement d'Indonésie, s'est accompagnée par l'établissement d'une mosquée dans le centre de la ville. La Masjid Al-Ikhlas de Uijeongbu rassemble chaque jour des dizaines de fidèles et organise des manifestations culturelles.

## Jumelages
Uijeongbu est jumelée avec trois villes asiatiques.
- Dandong (Chine) depuis le 25 juin 1996
- Hải Dương (Viêt Nam) depuis le 22 septembre 2015
- Shibata (Japon) depuis le 2 novembre 1989

Le maire Ahn Byung Yong a également signé deux pactes d'amitié.
- Birobidjan (Russie) le 2 novembre 2010
- Comté de Hudson (États-Unis) le 10 novembre 2015

## Dans la culture populaire

### Au cinéma
- Dans la série télévisée américaine M * A * S * H, Uijeongbu (qui n'était alors qu'un village) abritait  la 4077e compagnie du Mobile Army Surgical Hospital.

### Dans le sport
- Les KB Insurance Stars sont l'équipe professionnelle de volley-ball de la ville depuis 1976.

### Personnalités liées
- Le chanteur Taeyang du groupe de K-Pop BigBang et né et a passé son enfance à Uijeongbu.
- La chanteuse IU a passé une partie de son enfance à Uijeongbu.
- Yeongjae, l'ancien chanteur principal du groupe de K-Pop B.A.P a fait sa scolarité aux écoles Balgok (élémentaire et collège) et Uijeongbu Technical High School (lycée).
- Le footballeur Ahn Joon-soo du Cerezo Osaka est originaire de Uijeongbu.